# Bach-Blütentherapie
Die Bach-Blütentherapie ([ˈbætʃ…] ⓘ oder [ˈbaχ…] ⓘ) ist ein in den 1930er Jahren von dem britischen Arzt Edward Bach ([ˈbætʃ] ⓘ) (1886–1936) begründetes und nach ihm benanntes alternativmedizinisches Verfahren ohne nachgewiesene pharmakologische Wirksamkeit. Laut Bachs zentraler These beruht jede körperliche Krankheit auf einer seelischen Gleichgewichtsstörung. Die Ursache dieser Störung sah er in einem Konflikt zwischen der unsterblichen Seele und der Persönlichkeit, und eine Heilung könne nur durch eine Harmonisierung auf dieser geistig-seelischen Ebene bewirkt werden.
Bach beschrieb zunächst neunzehn Gemütszustände, erweiterte das Repertoire dann aber auf „38 disharmonische Seelenzustände der menschlichen Natur“. Diesen ordnete er Blüten und Pflanzenteile zu, die er in Wasser legte oder kochte und die so ihre „Schwingungen“ an das Wasser übertragen sollten. Aus diesen Urtinkturen wurden anschließend durch starke Verdünnung die sogenannten Blütenessenzen hergestellt. Die Bach-Blütentherapie leitet sich von der Homöopathie ab, unterscheidet sich aber von dieser.
Mehrere randomisierte kontrollierte Studien lieferten keine Hinweise auf eine tatsächliche pharmakologische oder medizinische Wirksamkeit der Bach-Blütentherapie, diese geht nicht über den Placeboeffekt hinaus. Aus wissenschaftlicher Sicht wird die Bach-Blütentherapie als unplausibel eingestuft. Die ihr zugrunde liegenden Konzepte gelten als pseudowissenschaftlich.

## Geschichte
Bach entwickelte seine Therapie in den 1930er Jahren. Als Anhänger der Lehren von Carl Gustav Jung wählte er die Pflanzen nach eigenen Angaben „intuitiv“ danach aus, welche „positiven archetypischen Seelenkonzepte“ sie verkörpern. Nach seinem Tod 1936 verschwand die Therapie zunächst in der Bedeutungslosigkeit.
Ende der 1970er Jahre wurde die Bach-Blütentherapie dann wieder durch den Esoterikjournalisten Wulfing von Rohr vertreten und in der Folge von der Hamburger Heilpraktikerin Mechthild Scheffer vermarktet. Weitere Popularitätsschübe erfuhr sie im deutschsprachigen Raum seit Mitte der 1980er Jahre durch Berichte in der Boulevard- und Regenbogenpresse und durch eine Vorstellung in drei aufeinanderfolgenden Ausgaben der damals sehr populären Sat.1-Talkshow Schreinemakers Live im Juni 1995. In den Tagen nach der Ausstrahlung der Sendungen stieg die Nachfrage nach Bach-Blütenessenzen in Apotheken auf das Drei- bis Zehnfache an. Das Dr. Edward Bach Center in Hamburg verzeichnete nach eigenen Angaben statt der zuvor üblichen 1000 Anfragen nach der Ausstrahlung der Sendungen 80.000 schriftliche Anfragen pro Monat.

## Essenzen
| Nr. | Bezeichnung       | Pflanze                    | von Bach definierter emotionaler Zustand                         |
| --- | ----------------- | -------------------------- | ---------------------------------------------------------------- |
| 1   | Agrimony          | Gemeiner Odermennig        | Quälende Gedanken hinter einer Fassade von Fröhlichkeit          |
| 2   | Aspen             | Espe / Zitterpappel        | Angst vor unbekannten Dingen                                     |
| 3   | Beech             | Rotbuche                   | Intoleranz                                                       |
| 4   | Centaury          | Tausendgüldenkraut         | die Unfähigkeit, „nein“ zu sagen                                 |
| 5   | Cerato            | Bleiwurz                   | Mangel an Vertrauen in die eigenen Entscheidungen                |
| 6   | Cherry Plum       | Kirschpflaume              | Angst davor, innerlich loszulassen                               |
| 7   | Chestnut Bud      | Rosskastanienknospe        | Unfähigkeit, aus Fehlern zu lernen                               |
| 8   | Chicory           | Wegwarte                   | Besitzergreifende Persönlichkeit                                 |
| 9   | Clematis          | Gewöhnliche Waldrebe       | Tagträumerei                                                     |
| 10  | Crab Apple        | Holzapfel                  | Gefühl innerlicher und äußerlicher Unreinheit, „Reinigungsblüte“ |
| 11  | Elm               | Englische Ulme             | Gefühl, einer Aufgabe nicht gewachsen zu sein                    |
| 12  | Gentian           | Herbstenzian               | Skepsis, Zweifel, Entmutigung                                    |
| 13  | Gorse             | Stechginster               | Hoffnungslosigkeit und Verzweiflung                              |
| 14  | Heather           | Schottisches Heidekraut    | Selbstbezogenheit                                                |
| 15  | Holly             | Europäische Stechpalme     | Hass, Eifersucht, Misstrauen                                     |
| 16  | Honeysuckle       | Geißblatt                  | Sehnsucht nach Vergangenem                                       |
| 17  | Hornbeam          | Hainbuche                  | Müdigkeit, aufschieben von Dingen, die getan werden müsse        |
| 18  | Impatiens         | Drüsiges Springkraut       | Ungeduld                                                         |
| 19  | Larch             | Europäische Lärche         | Mangel an Selbstvertrauen                                        |
| 20  | Mimulus           | Gefleckte Gauklerblume     | spezifische Ängste, die benannt werden können                    |
| 21  | Mustard           | Ackersenf                  | nicht zu erklärende Melancholie                                  |
| 22  | Oak               | Eiche                      | der niedergeschlagene, erschöpfte Kämpfer, der nie aufgibt       |
| 23  | Olive             | Ölbaum                     | totale Erschöpfung von Körper und Geist                          |
| 24  | Pine              | Schottische Kiefer         | Schuldgefühle                                                    |
| 25  | Red Chestnut      | Rote Kastanie              | übertriebene Sorge um andere                                     |
| 26  | Rock Rose         | Gelbes Sonnenröschen       | akute Angstzustände, Panikgefühle                                |
| 27  | Rock Water        | Fels-Quellwasser           | Selbstverleugnung, unterdrückte Bedürfnisse                      |
| 28  | Scleranthus       | einjähriger Knäuel         | Unfähigkeit, Entscheidungen zu treffen                           |
| 29  | Star of Bethlehem | Doldiger Milchstern        | Nachwirkungen körperlicher oder seelischer Schocks               |
| 30  | Sweet Chestnut    | Esskastanie / Edelkastanie | tiefste Verzweiflung                                             |
| 31  | Vervain           | Eisenkraut                 | Übereifer, Raubbau an den eigenen Kräften                        |
| 32  | Vine              | Weinrebe                   | Dominanz und Rücksichtslosigkeit                                 |
| 33  | Walnut            | Walnuss                    | Schutz vor Veränderungen und ungewollten Einflüssen              |
| 34  | Water Violet      | Wasserfeder                | Stolz und Überlegenheitsgefühle                                  |
| 35  | White Chestnut    | Weißblühende Rosskastanie  | unaufhörlich kreisende Gedanken                                  |
| 36  | Wild Oat          | Waldtrespe                 | Unbestimmtheit der eigenen Ambitionen                            |
| 37  | Wild Rose         | Hecken-Rose                | Teilnahmslosigkeit, Apathie, Resignation                         |
| 38  | Willow            | Gelbe Weide                | Selbstmitleid und Verbitterung                                   |

Bach ordnete den von ihm postulierten negativen Seelenzuständen, die für alle Leiden und Krankheiten verantwortlich sein sollen, jeweils eine „Essenz“ zu, die eine „Harmonisierung“ fördern soll. Traditionell tragen die nummerierten Essenzen englische Namen und sind unterschiedlichen Anwendungsgebieten zugeordnet. Im Gegensatz zum Simile-Prinzip in der Homöopathie sollen diese Essenzen als positiver Gegenpol eine Harmonisierung negativer Seelenzustände direkt bewirken. Kritiker führen an, dass der moralisierende Charakter dieses Konzeptes seelischen Druck auf Erkrankte ausüben kann, da das eigene, persönliche Verhalten als ursächlich für Krankheiten angesehen wird.
Die Bach-Blütentherapie wird üblicherweise nicht zur Phytotherapie (Pflanzenheilkunde) gezählt. Die verwendeten Pflanzenteile sind in der Regel keine bekannten Heilpflanzen und wurden von Edward Bach auch nicht als solche ausgewählt.
In den vergangenen Jahren sind zahlreiche „neue Essenzen“ auf dem Markt erschienen, die sich bezüglich ihrer Herstellung an die Bach-Blüten anlehnen, allerdings nicht im Kanon von Bach enthalten sind.

### Systematik
Bach postulierte 37 Essenzen aus 37 Blüten und eine Essenz aus Fels-Quellwasser (Rock Water) ohne Zugabe von Blüten. Zusätzlich bestimmte er eine Kombination aus fünf Essenzen die sogenannten Notfalltropfen („Rescue Remedy“), die Angst und Stress entgegenwirken sollen. Die 38 Essenzen ordnete er in jeweils bestimmte Gemütszustände bzw. psychische Zustände ein, die die Hauptursache für die jeweilige Krankheit seien.
Die Essenzen sollten damit bei der Überwindung dieser Gemütszustände helfen. Beispiele für einzelne verwendete Blüten sind Gemeiner Odermennig (Agrimony), Lärche (Larch), Ackersenf (Mustard), Weinrebe (Vine) oder Heckenrose (Wild Rose). Der Gemeine Odermennig soll bei Angst vor Konflikten, bei Unehrlichkeit oder Überspielen persönlicher Probleme mit Verdrängung sowie bei Verspannungen und Verkrampfungen eingesetzt werden. Die Lärche hingegen helfe bei Minderwertigkeitsgefühlen, Schüchternheit und Zaghaftigkeit. Die Heckenrose helfe bei Personen, die an Antriebslosigkeit, Resignation und „krankhafter Schicksalsergebenheit“ litten.

### Herstellung
Die einzelnen Blüten werden heute noch an den ehemals von Bach festgesetzten Standorten gesammelt und nach den von Bach beschriebenen Potenzierungsmethoden rituell verarbeitet. Ursprünglich sammelte Bach Tautropfen von Blüten und konservierte sie zunächst in Alkohol (Brandy). Er ging davon aus, dass die in den Blütenblättern innewohnenden Heilkräfte in den auf ihnen liegenden Tautropfen übergingen, wenn sie von der Morgensonne beschienen würden.
Die Methode wurde später verändert: Bei der Sonnenmethode werden die Blüten etwa drei bis vier Stunden lang in eine mit (Quell)wasser gefüllte Schale gelegt und diese in die Sonne gestellt. Bei der Kochmethode werden die Pflanzenteile (Blüten mit dem ganzen Zweig) eine halbe Stunde in Wasser erhitzt. Die letztere Methode wird für holziges Pflanzenmaterial oder bei Pflanzen angewendet, die zu einer sonnenarmen Jahreszeit blühen.
Laut Bach sollen die Pflanzen ihre „Schwingungen“ als „heilende Energie“ an das Wasser abgeben, nicht die pharmakologischen Eigenschaften der Blüten für eine Wirkung verantwortlich seien. Das Wasser wird anschließend mit einem gleich großen Anteil Alkohol als Konservierungsmittel versetzt. Diese Urtinktur wird 1:240 verdünnt, um die eigentlichen Blütenessenzen herzustellen, und ähnelt in diesem Punkt der Homöopathie, mit der Bach sich intensiv beschäftigt hatte. Aus fünf Litern Wasser, in welche die Blüten gelegt wurden, entstehen nach Hinzufügen von fünf Litern Alkohol und anschließender Verdünnung schließlich 2.400 Liter Blütenessenz. Im Gegensatz zur Homöopathie wird aber nicht weiter verdünnt oder verschüttelt.

## Wirksamkeit
In klinischen Studien zeigte sich keine über den Placeboeffekt hinausgehende Wirksamkeit von Bach-Blütenessenzen.
Für eine gezielte Behandlung von Krankheiten ist gemäß Stiftung Warentest die Bach-Blütentherapie nicht empfehlenswert.
Die Kosten einer Behandlung werden von einigen deutschen Krankenkassen übernommen. Dies wird jedoch mit Kundenfreundlichkeit und nicht mit der Wirksamkeit der Bach-Blütentherapie begründet. Der IGeL-Monitor des MDS (Medizinischer Dienst des Spitzenverbandes Bund der Krankenkassen) hatte zuletzt 2015 die Studienlage der Bach-Blütentherapie bezüglich einer möglichen, positiven Beeinflussung verschiedener Krankheiten mit „unklar“ bewertet. Zwar zeige sie selbst keine direkten Nebenwirkungen, wirke aber nicht besser als eine Scheinbehandlung. Zudem warnt der IGel-Monitor vor sogenannten indirekten Schäden, die entstehen könnten, wenn beispielsweise sinnvolle und notwendige Behandlungen unterbleiben.